# Оргіїв (жудець)
Жуде́ць Оргі́їв — адміністративно-територіальна одиниця Румунського королівства на півночі Бессарабії 1925—1938 та 1941—1944 років зі столицею в Оргієві.
Межував із жудцем Сороки на півночі, з жудцем Белць на заході, з Радянським Союзом по Дністру на сході та з жудцем Лепушна — на півдні.

## Історія
Оргіївський жудець був спадкоємцем Оргіївського повіту Молдавського князівства та Бессарабської губернії Російської імперії.
Внаслідок унії Бессарабії з Румунією 1918 року територія жудця ввійшла до складу Великої Румунії. 1925 року офіційно утворено жудець Оргіїв.
Після адміністративно-конституційної реформи 1938 року жудець об'єднали з жудцями Лепушна, Тягиня і Четатя-Албе в новостворений цинут Ністру.
У червні 1940 року внаслідок пакту Молотова — Ріббентропа Румунія була вимушена поступитися Бессарабією та Північною Буковиною (включно з жудцем Оргіїв) на користь Радянського Союзу, що привело до створення Молдавської Радянської Соціалістичної Республіки. В липні 1941 року внаслідок спільних німецько-румунських військових дій територія повернулася під румунське управління, увійшовши в статусі відновленого жудця до складу Бессарабського губернаторства. Було створено військову адміністрацію, а місцеве єврейське населення було або страчено на місці, або депортовано в Трансністрію, де теж багато кого було знищено. 1944 року Червона Армія вибила німецько-румунських загарбників із молдовської землі і територія жудця знову потрапила під радянське управління. 12 вересня 1944 року Румунія підписала з союзниками по антигітлерівській коаліції Московське перемир'я, яким, а також наступним мирним договором 1947 року підтверджено радянсько-румунський кордон станом на 1 січня 1941 року. 1991 року територія жудця разом із рештою Молдавської РСР увійшла до складу незалежної Молдови.

## Устрій

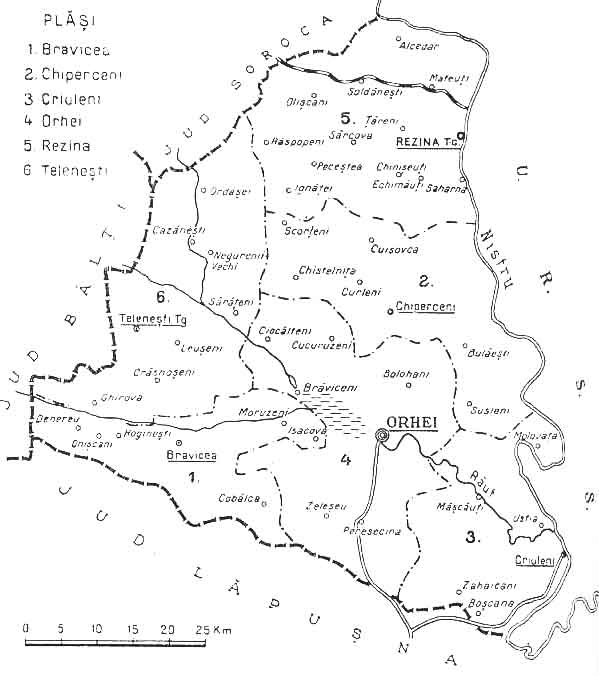
Карта Оргіївського жудця на час утворення в 1938 році

Спочатку жудець поділявся на чотири райони (рум. plăși):
- Бравіча (з центром у Бравічі)
- Чокилтень (центр — Чокилтень)
- Машкеуць (Машкеуць)
- Резина (Резина)

Пізніше було створено ще два райони:
- Криуляни (Криуляни)
- Оргіїв (Оргіїв)

Станом на 1938 рік жудець адміністративно поділявся на шість районів:
1. Бравіча
2. Кіперчень
3. Криуляни
4. Оргіїв
5. Теленешти
6. Резина

## Населення
За даними перепису 1930 року, населення повіту становило 279 292 людини, з яких 87,3 % румунів, 6,8 % євреїв, 3,9 % росіян, а також деякі дрібніші меншини. У релігійному відношенні населення складали 92,3 % православних, 7,0 % юдеїв і деякі дрібніші громади.

### Містяни
Міське населення повіту складалося з 52,2 % румунів, 41,2 % євреїв, 4,5 % росіян та ін. У релігійному відношенні міські жителі ділилися на 54,7 % православних, 41,9 % юдеїв тощо.